# Neumonía
La neumonía o pulmonía es una enfermedad inflamatoria de los pulmones que afecta principalmente a los pequeños sacos de aire, conocidos como alvéolos. Los síntomas suelen incluir una combinación de tos productiva o seca, dolor en el pecho, fiebre y dificultad para respirar. La gravedad de la enfermedad es variable. 
La neumonía es, por lo general, la infección aguda del parénquima pulmonar asociada a un nuevo infiltrado en la radiografía de tórax. La neumonía puede afectar a un lóbulo pulmonar completo (neumonía lobular), a un segmento de lóbulo, a los alvéolos próximos a los bronquios (bronconeumonía) o al tejido intersticial (neumonía intersticial). La neumonía hace que el tejido que forma los pulmones se inflame, se hinche y provoque dolor. Muchos pacientes con neumonía  pueden ser tratados de forma ambulatoria sin requerir ingreso hospitalario.
La neumonía adquirida en la comunidad (NAC) o neumonía extrahospitalaria es la que se adquiere fuera de los hospitales, mientras que la neumonía nosocomial (NN) o neumonía intrahospitalaria (NIH) es la que se adquiere durante la estancia hospitalaria (después de 48 horas del ingreso en hospital). Una vez transcurridas 48 horas, se adiciona al criterio de un nuevo infiltrado en la  radiografía de tórax. Los signos de infección pueden ser valorados por un incremento de la proteína C reactiva (PCR), fiebre (>37,8 °C) o una leucocitosis con desviación a la izquierda (aumento de neutrófilos).
La neumonía puede ser una enfermedad grave si no se detecta a tiempo, y puede llegar a ser mortal, especialmente entre personas de edad avanzada y entre los inmunodeprimidos. En particular los pacientes de sida contraen frecuentemente la neumonía por Pneumocystis.
Las personas con fibrosis quística tienen alto riesgo de padecer neumonía debido a que continuamente se acumula fluido en sus pulmones.
Puede ser contagiosa, ya que los microorganismos causantes de dicha enfermedad se diseminan rápidamente en el aire, y  pueden propagarse por medio de estornudos, tos y mucosidad; un paciente que ha padecido neumonía puede quedar con secuelas de esta en su organismo por mucho tiempo, esto lo hace potencialmente contagioso y las personas más propensas a contraerla son las que estén en curso de una gripe o un cuadro asmático, entre otras enfermedades del aparato respiratorio. Fumar cigarrillos también puede multiplicar el riesgo.
El tratamiento depende de la causa subyacente. La neumonía que se cree que se debe a bacterias se trata con antibióticos. Si la neumonía es grave, puede requerir hospitalización. Se puede usar terapia de oxígeno si los niveles de oxígeno son bajos (hipoxemia).

## Fisiopatología
Los casos de neumonía infecciosa presentan a menudo una tos que produce un esputo (flema) de color marrón o verde y una fiebre alta que puede ir acompañada de escalofríos febriles. La disnea (dificultad respiratoria) es el signo temprano más específico y sensible. El dolor torácico pleurítico también es común (dolor agudo o punzante que aparece o empeora con la tos y con la respiración profunda). Los enfermos de neumonía pueden toser sangre (hemoptisis), sufrir dolores de cabeza o presentar una piel sudorosa y húmeda. Otros síntomas posibles son falta de apetito, cansancio, cianosis, náuseas, vómitos y dolores articulares o musculares. Las formas menos comunes de neumonía pueden causar otros síntomas, por ejemplo, la neumonía debida a Legionella, ya que puede causar dolores abdominales y diarrea, mientras que la neumonía provocada por tuberculosis o Pneumocystis puede causar únicamente pérdida de peso y sudores nocturnos. En las personas mayores, la manifestación de la neumonía puede no ser típica. Pueden desarrollar una confusión nueva o más grave, o experimentar desequilibrios, provocando caídas. Los niños con neumonía pueden presentar muchos de los síntomas mencionados, pero en muchos casos están simplemente adormecidos o pierden el apetito.
Los síntomas de la neumonía requieren una evaluación médica inmediata. La exploración física por parte de un asistente sanitario puede revelar fiebre o a veces una temperatura corporal baja, una velocidad de respiración elevada (taquipnea), una presión sanguínea baja (hipotensión), un ritmo cardíaco elevado (taquicardia), o una baja saturación de oxígeno (SatO2), que es la cantidad de oxígeno en la hemoglobina bien revelada por pulsioximetría o por gasometría arterial (GASA). Los enfermos que tienen dificultades para respirar (disnea), están confundidos o presentan cianosis (piel azulada) y necesitan de atención inmediata.
La exploración física de los pulmones puede ser normal, pero a menudo presenta una expansión (amplexión) mermada del tórax en el lado afectado, respiración bronquial auscultada con fonendoscopio (sonidos más ásperos provenientes de las vías respiratorias más grandes, transmitidos a través del pulmón inflamado y consolidado) y estertores perceptibles en el área afectada durante la inspiración. La percusión puede ser apagada (mate) sobre el pulmón afectado, pero con una resonancia aumentada y no mermada (lo que la distingue de un embalse pleural). Aunque estos signos son relevantes, resultan insuficientes para diagnosticar o descartar una neumonía; de hecho, en estudios se ha demostrado que dos médicos pueden llegar a diferentes conclusiones sobre el mismo paciente.

### Virus
Los virus necesitan invadir las células para su reproducción. Normalmente, llegan al pulmón a través del aire, siendo inhalados por la boca o la nariz, o al ingerir un alimento. Una vez en el pulmón, los virus invaden las células de revestimiento de las vías aéreas y los alvéolos. Esta invasión conduce a menudo a la muerte celular, ya sea directamente o por medio de apoptosis. Cuando el sistema inmune responde a la infección viral, provoca más daño pulmonar. Los leucocitos, principalmente los linfocitos, activan una variedad de mediadores químicos de inflamación, como son las citoquinas, que aumentan la permeabilidad de la pared bronquioalveolar, permitiendo el paso de fluidos. La combinación de destrucción celular y el paso de fluidos al alvéolo, empeora el intercambio gaseoso.[cita requerida]
Además del daño pulmonar, muchos virus infectan a otros órganos y pueden interferir múltiples funciones. La infección viral también puede hacer más susceptible al huésped a la infección bacteriana.
Las neumonías virales son causadas principalmente por el virus de la influenza, virus sincitial respiratorio, adenovirus. El virus del herpes es una causa rara de neumonía excepto en recién nacidos. El citomegalovirus puede causar neumonía en inmunodeprimidos.
El virus SARS-CoV-2, causante de la pandemia de COVID-19, presenta neumonía en los casos graves. Fue precisamente el gran número de casos de neumonía de origen desconocido reportados en la provincia china de Wuhan en diciembre de 2019 lo que hizo que la enfermedad fuera detectada.

## Clasificación
Las neumonías puede clasificarse:
- En función del agente causal:
  - neumocócica
  - neumonía estafilocócica
  - Neumonía por Klebsiella
  - Neumonía por Legionella
- Por la afectación anatomopatológica:
  - Neumonía alveolar o lobar: afecta múltiples alvéolos, que se encuentran llenos de exudado pudiendo incluso comprometer un lóbulo completo; no obstante, los bronquiolos están bastante respetados, motivo por el cual se puede observar en ocasiones el fenómeno radiológico conocido como broncograma aéreo. Esta es la presentación típica de la neumonía neumocócica.
  - Neumonía multifocal o bronconeumonía: afecta a los alveolos y a los bronquiolos adyacentes; la afectación suele ser segmentaria múltiple, pero es raro que afecte a un lóbulo completo; debido a la afectación de bronquiolos, no se aprecia el signo del broncograma aéreo. Suele manifestarse de este modo la neumonía por Gram negativos y por staphylococcus aureus.
  - Neumonía intersticial: como su nombre lo dice afecta la zona del intersticio, respetando la luz bronquial y alveolar. Suele ser la forma de manifestación de virus y otros gérmenes atípicos o de Pneumocystis jirovecii, aunque en ocasiones pueden producirla bacterias comunes.
  - Neumonía necrotizante y absceso pulmonar: algunos gérmenes pueden producir necrosis en el parénquima pulmonar, que radiológicamente aparecen como zonas hiperlucentes en el seno de un área condensada; dependiendo de que haya una única cavidad grande (mayor a 2 cm) o múltiples cavidades pequeñas, se habla respectivamente de absceso pulmonar o neumonía necrotizante.
- En función de la reacción del huésped:
  - Neumonía supurada.
  - Neumonía fibrinosa.[18]
- En función del tipo de huésped:
  - Neumonía en paciente inmunocompetente.
  - Neumonía en paciente inmunodeprimido.

Esta diferenciación puede determinar un espectro etiológico totalmente diferente; el tipo de inmunodepresión, su intensidad y su duración influyen en las principales etiologías a considerar y en el diagnóstico diferencial, pronóstico, manejo diagnóstico y terapéutico aconsejable.

### En función del ámbito de adquisición
- Adquiridas en la comunidad (o extrahospitalarias): Han sido definidas como una infección de los pulmones provocada por una gran variedad de microorganismos adquiridos fuera del ámbito hospitalario y que determinan la inflamación del parénquima pulmonar y de los espacios alveolares.[19] Este tipo de neumonía se adquiere en el seno de la población en general y se desarrolla en una persona no hospitalizada o en los pacientes hospitalizados que presentan esta infección aguda en las 24 a 48 horas siguientes a su internación.[20]

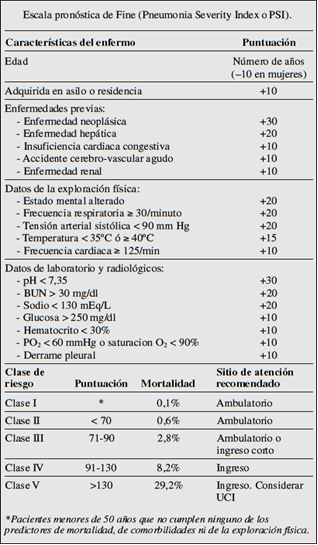
Fine o PSI.

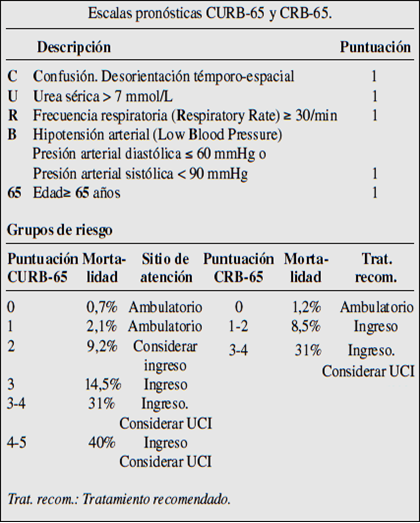
CURB65.

- Neumonías hospitalarias o nosocomiales (actualmente se prefiere el término neumonía asociada al cuidado de la salud):[cita requerida] Presentan mayor mortalidad que la neumonía adquirida en la comunidad. Ocurre a las 48 horas o más después de la admisión hospitalaria; se deben excluir las enfermedades que se encontraban en período de incubación al ingreso. En el hospital se da la conjunción de una población con alteración de los mecanismos de defensas, junto a la existencia de unos gérmenes muy resistentes a los antibióticos, lo que crea dificultades en el tratamiento de la infección.
  - NACS (Neumonía asociada al cuidado de la salud): Ocurrida en pacientes que han estado en contacto reciente con la asistencia sanitaria, pero que no se encuentran (o llevan menos de 48 horas) hospitalizados.[21]

### Clasificación pronóstica
Existen dos clasificaciones pronósticas de la neumonía o pulmonía:
- Clasificación de Fine o PSI (pneumonia severity index o PSI)[22]

Esta clasificación asigna una puntuación en función de 20 parámetros; con esa puntuación se clasifica en uno de los 5 estratos, diferenciados por su mortalidad. La estrategia de este sistema de clasificación se basa en que la mortalidad a los 30 días es distinta para cada grupo. Los pacientes clasificados en los grupos I y II son los de menor riesgo, con una mortalidad inferior a 2 %, y la mayoría pueden ser tratados de forma ambulatoria, debe tomarse en cuenta que un paciente menor de 50 años, sin ninguna de las enfermedades enunciadas en el cuadro, con esta de conciencia normal y sin alteraciones importantes de signos vitales, puede asignarse al grupo I, sin necesidad de determinaciones analíticas. Por el contrario, los pacientes clasificados en los grupos IV y V son los de mayor riesgo, con una mortalidad que oscila entre 15 y 25 % y deben ser ingresados. La conducta a seguir en los pacientes clasificados en el grupo III, considerar de riesgo intermedio, con una mortalidad cercana al 4 %, no está todavía bien definida, puede permanecer en el servicio de urgencias un periodo de observación para decidir su ingreso o tratamiento ambulatorio.
- Clasificación CURB65 o CRB65[23][24]

El modelo CURB65 (estado de Conciencia, valor de la Urea, frecuencia Respiratoria, presión Arterial —Blood—, mayor de 65 años) o CRB65 valora 5 aspectos y la edad mayor a 65 (de ahí el acrónimo CURB65), el cual permite estratificar a los pacientes en 5 categorías de gravedad, con probabilidades de muerte entre 0,7 % si tiene 0 puntos, al 40 % si tiene 4 puntos o más. También es útil para valorar la necesidad de ingreso.
De cualquier forma, la decisión debe ser individualizada en cada caso, basada en la experiencia y el sentido común y, en lo posible, debe tener en cuenta las posibilidades del paciente.

## Causas
La neumonía puede ser causada por uno o varios agentes etiológicos:
- Múltiples bacterias, como neumococo (Streptococcus pneumoniae), Mycoplasmas pneumoniae, Chlamydias pneumoniae.[26]
- Distintos virus.
- Hongos, como Pneumocystis jiroveci, cándida.
- En recién nacidos las neumonías suelen ser causadas por: Streptococcus pneumoniae, Staphylococcus aureus y ocasionalmente bacilos gram negativos.
- En lactantes (niños de un mes a dos años) y preescolares (niños de dos años a cinco años): el principal patógeno bacteriano es el Streptococcus pneumoniae, además ocasionalmente es causada por la Chlamydia trachomatis y por el Mycoplasma pneumoniae.
- En niños mayores de cinco años: Streptococcus pneumoniae y Mycloplasma pneumoniae.
- En inmunocomprometidos: bacterias gramnegativas, Pneumocystis jiroveci, citomegalovirus (CMV), hongos, y Micobacterium tuberculosis.[15]
- En ocasiones se puede presentar neumonías por bacterias anaeróbicas, en el caso de personas que tienen factores de riesgo para aspirar contenido gástrico a los pulmones, existe un riesgo significativo de aparición de abscesos pulmonares.
- En las neumonías nosocomiales: Pseudomonas aeruginosa, hongos y Staphylococcus aureus.
- En personas adultas: Streptococcus pneumoniae y virus influenza.
- En los casos de neumonía atípica: virus, Mycoplasma pneumoniae y Chlamydia pneumoniae.

Diversos agentes infecciosos ―virus, bacterias y hongos― causan neumonía, siendo los más comunes los siguientes:
- Streptococcus pneumoniae: la causa más común de neumonía bacteriana en niños.
- Haemophilus influenzae de tipo b (Hib): la segunda causa más común de neumonía bacteriana.
- El virus sincitial respiratorio es la causa más frecuente de neumonía vírica.
- Pneumocystis jiroveci es una causa importante de neumonía en niños menores de seis meses con VIH/sida, responsable de al menos uno de cada cuatro fallecimientos de lactantes seropositivos al VIH.

## Signos y síntomas
Los siguientes síntomas pueden estar relacionados con la enfermedad:
- Generalmente es precedida por una enfermedad como la gripe o el catarro común.
- Fiebre prolongada por más de tres días, en particular si es elevada.
- La frecuencia respiratoria aumentada:
  - recién nacidos hasta menos de tres meses: más de 60 por minuto,
  - lactantes: más de 50 por minuto,
  - preescolares y escolares: más de 40 por minuto,
  - adultos: más de 20 por minuto.
- Se produce un hundimiento o retracción de las costillas con la respiración, que se puede observar fácilmente con el pecho descubierto.
- Las fosas nasales se abren y se cierran como un aleteo rápido con la respiración. (Esto se da principalmente en niños).
- Quejido en el pecho como asmático al respirar.
- Las personas afectadas de neumonía a menudo tienen tos que puede producir una expectoración de tipo mucopurulento (amarillenta), fiebre alta que puede estar acompañada de escalofríos. La limitación respiratoria también es frecuente, así como el dolor torácico de características pleuríticas (aumenta con la respiración profunda y con la tos). Asimismo pueden tener hemoptisis (expectoración de sangre por la boca durante episodios de tos) y disnea. Suele acompañarse de compromiso del estado general (anorexia, astenia y adinamia).
- Al examen físico general es probable encontrar taquicardia, taquipnea e hipotensión arterial, ya sea sistólica o diastólica.
- Al examen físico segmentario, el síndrome de condensación pulmonar es a menudo claro:
  - a la palpación: disminución de la expansión y de la elasticidad torácica y aumento de las vibraciones vocales;
  - a la percusión: matidez;
  - a la auscultación: disminución del murmullo vesicular. Puede presentarse un cuadro compuesto de soplo tubario rodeado por una corona de estertores crepitantes.
- El paciente infantil tiene la piel fría, tose intensamente, parece decaído, apenas puede llorar y puede tener convulsiones, se pone morado cuando tose, no quiere comer (afagia), apenas reacciona a los estímulos. El cuadro clínico es similar en el paciente adulto.
- En adultos mayores de 65 años es probable una manifestación sintomática muchísimo más sutil que la encontrada en personas jóvenes.

## Diagnóstico

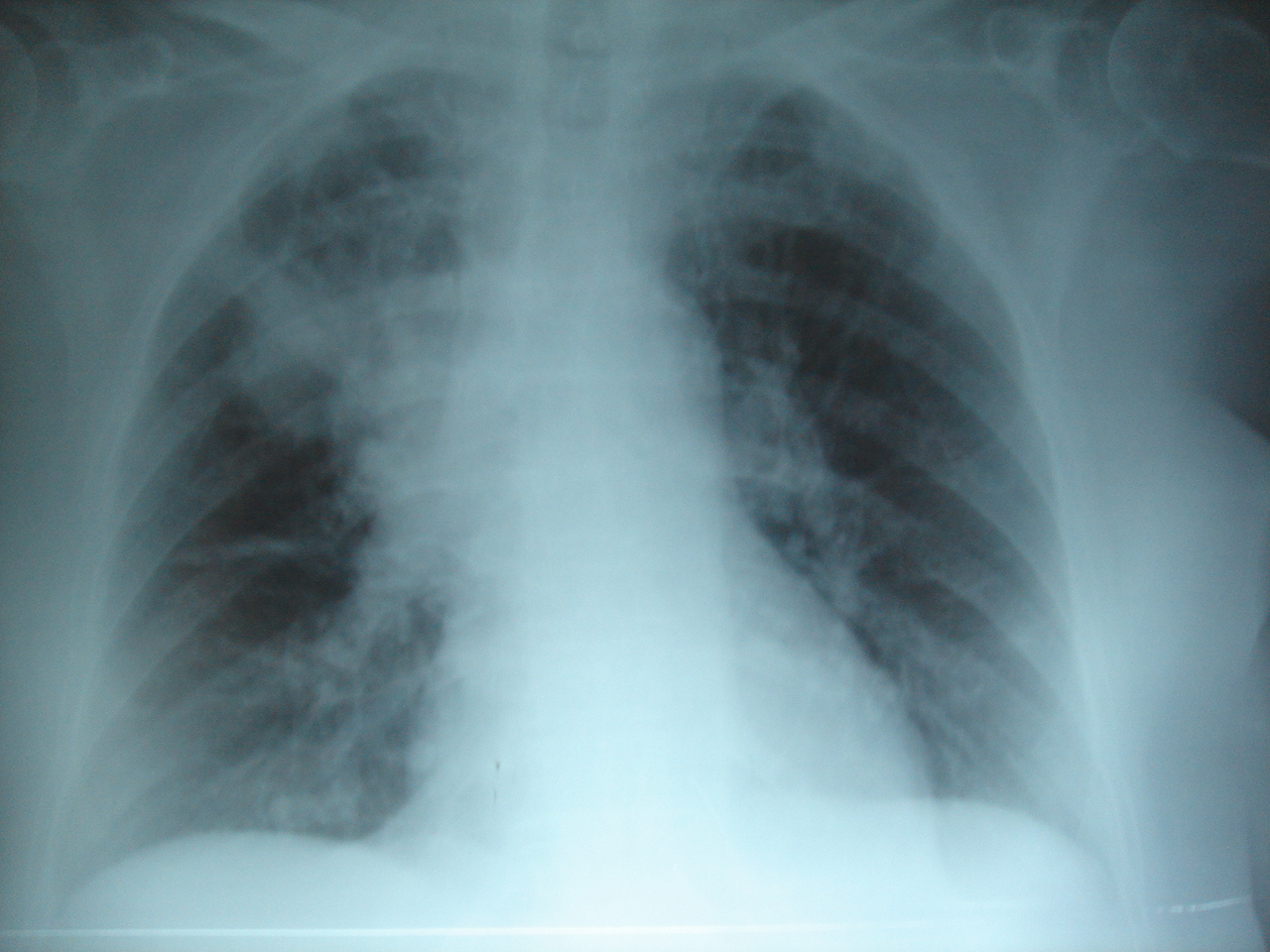
Neumonía apical derecha.

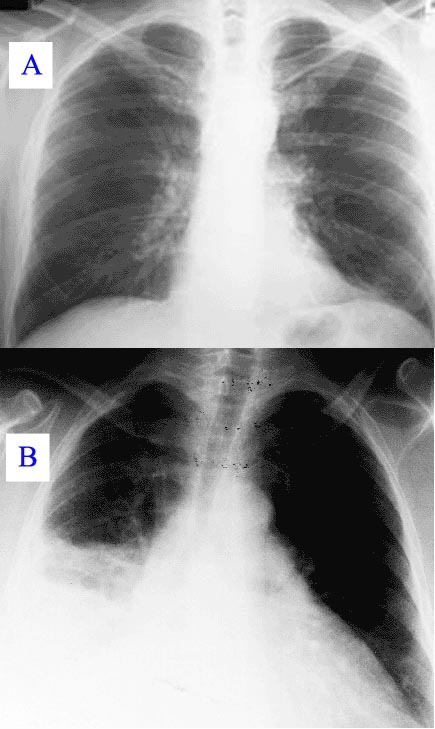
Muestras de diagnóstico
a) Pulmón sano.
b) Pulmón con neumonía y derrame pleural.

El diagnóstico de neumonía se fundamenta tanto en la clínica del paciente como en resultado de la radiografía de tórax (Rx). Generalmente se usan Rx de tórax (posteroanterior y lateral), analítica sanguínea y cultivos microbiológicos de esputo y sangre. La radiografía de tórax es el diagnóstico estándar en hospitales y clínicas con acceso a rayos X.
En los últimos años, se ha demostrado que la ecografía torácica, realizada por manos expertas, puede sustituir a la radiografía de tórax, ya que en numerosos casos ha mostrado una precisión diagnóstica superior.
En personas afectadas de otras enfermedades (como sida o enfisema) que desarrollan neumonía, la Rx de tórax puede ser difícil de interpretar. Un TAC u otros test son a menudo necesarios en estos pacientes para realizar un diagnóstico diferencial de neumonía.

## Pronóstico
Con tratamiento, la mayoría de los tipos de neumonía bacteriana se estabilizarán en 3 a 6 días. A menudo, pasan algunas semanas antes de que se resuelvan la mayoría de los síntomas. Los hallazgos radiológicos suelen desaparecer en cuatro semanas y la mortalidad es baja (menos del 1 %). En los ancianos o las personas con otros problemas pulmonares, la recuperación puede demorar más de 12 semanas. En las personas que requieren hospitalización, la mortalidad puede llegar al 10 % y en las que requieren cuidados intensivos puede llegar al 30-50 %. La neumonía es la infección hospitalaria más común que causa la muerte. Antes de la llegada de los antibióticos, la mortalidad era típicamente del 30 % en aquellos que estaban hospitalizados. Sin embargo, para aquellos cuya condición pulmonar se deteriora dentro de las 72 horas, el problema generalmente se debe a la sepsis. Si la neumonía se deteriora después de 72 horas, podría deberse a una infección nosocomial o al agravamiento de otras comorbilidades subyacentes.  Aproximadamente el 10 % de los pacientes dados de alta del hospital son readmitidos debido a comorbilidades subyacentes, como trastornos cardíacos, pulmonares o neurológicos, o debido a una nueva aparición de neumonía.
Las complicaciones pueden ocurrir en particular en los ancianos y aquellos con problemas de salud subyacentes. Esto puede incluir, entre otros: empiema, absceso pulmonar, bronquiolitis obliterante, síndrome de dificultad respiratoria aguda, sepsis y empeoramiento de problemas de salud subyacentes.
La neumonía está incluida, por la OMS, entre las 10 principales causas de fallecimientos en el mundo (la cuarta causa).

## Tratamiento
La mayoría de los casos de neumonía puede ser tratada sin hospitalización. Normalmente, los antibióticos orales, reposo, líquidos, y cuidados en el hogar son suficientes para completar la resolución. Sin embargo, las personas con neumonía que están teniendo dificultad para respirar, las personas con otros problemas médicos, y las personas mayores pueden necesitar un tratamiento más avanzado. Si los síntomas empeoran, la neumonía no mejora con tratamiento en el hogar, o se producen complicaciones, la persona a menudo tiene que ser hospitalizada.
Los antibióticos se utilizan para tratar la neumonía bacteriana. En contraste, los antibióticos no son útiles para la neumonía viral, aunque a veces se utilizan para tratar o prevenir las infecciones bacterianas que pueden ocurrir en los pulmones dañados por una neumonía viral. La elección de tratamiento antibiótico depende de la naturaleza de la neumonía, los microorganismos más comunes que causan neumonía en el área geográfica local, y el estado inmune subyacente y la salud del individuo.
El tratamiento de la neumonía debe estar basado en el conocimiento del microorganismo causal y su sensibilidad a los antibióticos conocidos. Sin embargo, una causa específica para la neumonía se identifica en solo el 50 % de las personas, incluso después de una amplia evaluación.
En el Reino Unido, la amoxicilina y la claritromicina o la doxiciclina son los antibióticos seleccionados para la mayoría de los pacientes con neumonía adquirida en la comunidad; a los pacientes alérgicos a las penicilinas se les administra un macrólido en vez de amoxicilina.
En Estados Unidos, donde las formas atípicas de neumonía adquiridas en la comunidad son cada vez más comunes, la azitromicina, la claritromicina y las fluoroquinolonas han desplazado a amoxicilina como tratamiento de primera línea.
La duración del tratamiento ha sido tradicionalmente de siete a diez días, pero cada vez hay más pruebas de que los cursos más cortos (tan corto como tres días) son suficientes. Según la Cochrane Library «siguen sin estar claros los efectos de la duración de la antibioticoterapia para la neumonía adquirida en la comunidad en pacientes ambulatorios adolescentes y adultos». Asimismo en niños (de 2 a 59 meses), actualmente, no se dispone de pruebas suficientes para apoyar o cuestionar el uso continuo de antibióticos para el tratamiento de la neumonía no grave y con sibilancias. Entre los antibióticos para la neumonía adquirida en el hospital se pueden incluir la vancomicina, la tercera y cuarta generación de cefalosporinas, las carbapenemas, las fluoroquinolonas y los aminoglucósidos. Estos antibióticos se suelen administrar por vía intravenosa. Múltiples antibióticos pueden ser administrados en combinación, en un intento de tratar todos los posibles microorganismos causales. La elección de antibióticos varía de un hospital a otro, debido a las diferencias regionales en los microorganismos más probables, y debido a las diferencias en la capacidad de los microorganismos a resistir a diversos tratamientos antibióticos.
En una revisión sistemática, se encontró que, aunque se asocia con efectos adversos tales como hiperglucemia, el tratamiento con corticoides asociados a los antibióticos en la NAC grave redujo la morbimortalidad, con un número necesario de tratar (NNT) de 18 (IC 95% 12- 49).
Las personas que tienen dificultad para respirar debido a la neumonía pueden requerir oxígeno extra. Individuos extremadamente enfermos pueden requerir cuidados intensivos de tratamiento, a menudo incluyendo intubación y ventilación artificial.
La neumonía viral causada por la influenza A puede ser tratada con amantadina o rimantadina, mientras que la neumonía viral causada por la influenza A o B puede ser tratada con oseltamivir o zanamivir. Estos tratamientos son beneficiosos solo si se inició un plazo de 48 horas desde la aparición de los síntomas. Muchas cepas de influenza A H5N1, también conocida como influenza aviar o «gripe aviar», han mostrado resistencia a la amantadina y la rimantadina. No se conocen tratamientos eficaces para las neumonías virales causadas por el coronavirus del SRAS, el adenovirus, el hantavirus o el parainfluenza virus.
| Subtipo histológico      | Subtipo histológico      | Frecuencia (%) | Antibiótico |
| ------------------------ | ------------------------ | -------------- | --- |
| Streptococcus pneumoniae | Streptococcus pneumoniae | 31,1           | En adultos sanos: - Azitromicina o - Doxiciclina. Comorbilidades: - Levofloxacino o - Moxifloxacino o - Amoxicilina.                             |
| Staphylococcus aureus    | Staphylococcus aureus    | 0,4            | - Oxacilina o - Cefuroxima o - Cefazolina o - Amoxicilina y ácido clavulánico                                                                    |
| Moraxella catarrhalis    | Moraxella catarrhalis    | 0,4            | - Cefuroxima o - Trimetoprim-sulfametoxazol o - Cefotaxima o - Ceftriaxone o - Ceftazidima o - Ciprofloxacino o - Levofloxacina o - Azitromicina |
| Streptococcus pyogenes   | Streptococcus pyogenes   | 0,4            | - Clindamicina o - Penicilina G o - Vancomicina                                                                                                  |
| Neisseria meningitidis   | Neisseria meningitidis   | 0,4            | - Penicilina G o - Ceftriaxone o - Cefotaxima o - Ceftriaxone o - Cloranfenicol o - Ciprofloxacino o - Rifampina o - Eritromicina                |
| Klebsiella pneumoniae    | Klebsiella pneumoniae    | 0,4            | - Cefotaxima o - Ceftriaxone o - Gentamicina o - Amikacina o - Piperacilina o - Imipenem o - Ciprofloxacino o - Trimetoprim-sulfametoxazol       |
| Haemophilus influenzae   | Haemophilus influenzae   | 0,4            | - Azitromicina o - Doxiciclina. - Cefotaxima o - Ceftriaxone o - Amoxicilina o - Ampicilina o - Cloranfenicol                                    |
| Neumonía atípica         | Legionella pneumophila   | 23,2           | |
| Neumonía atípica         | Mycoplasma pneumoniae    | 3,0            | |
| Neumonía atípica         | Chlamydophila pneumoniae | 1,2            | |
| Pneumocystis jiroveci    | Pneumocystis jiroveci    | 10,7           | |
| Tuberculosis             | Tuberculosis             | 0,4            | |